# Cerapachys picipes
Cerapachys picipes är en myrart som först beskrevs av Clark 1924.  Cerapachys picipes ingår i släktet Cerapachys och familjen myror. Inga underarter finns listade i Catalogue of Life.